# Freie Wählergruppe Rheinland-Pfalz
Der Landesverband Freier Wählergruppen Rheinland-Pfalz e. V. (Kurzform: FWG Rheinland-Pfalz) ist ein Interessenverband von Wählergruppen in Rheinland-Pfalz und Mitglied des Bundesverbands der Freien Wähler.
Der Landesverband gliedert sich in vier Bezirke, die den amtlichen Landtagswahlbezirken entsprechen. Jeder der vier Bezirke ist im Landesvorstand durch einen stellvertretenden Landesvorsitzenden und vier Beisitzer vertreten, die mit dem Landesvorsitzenden, dem Schatzmeister, dem Schriftführer und dem Pressereferenten den Landesvorstand bilden.

## Geschichte

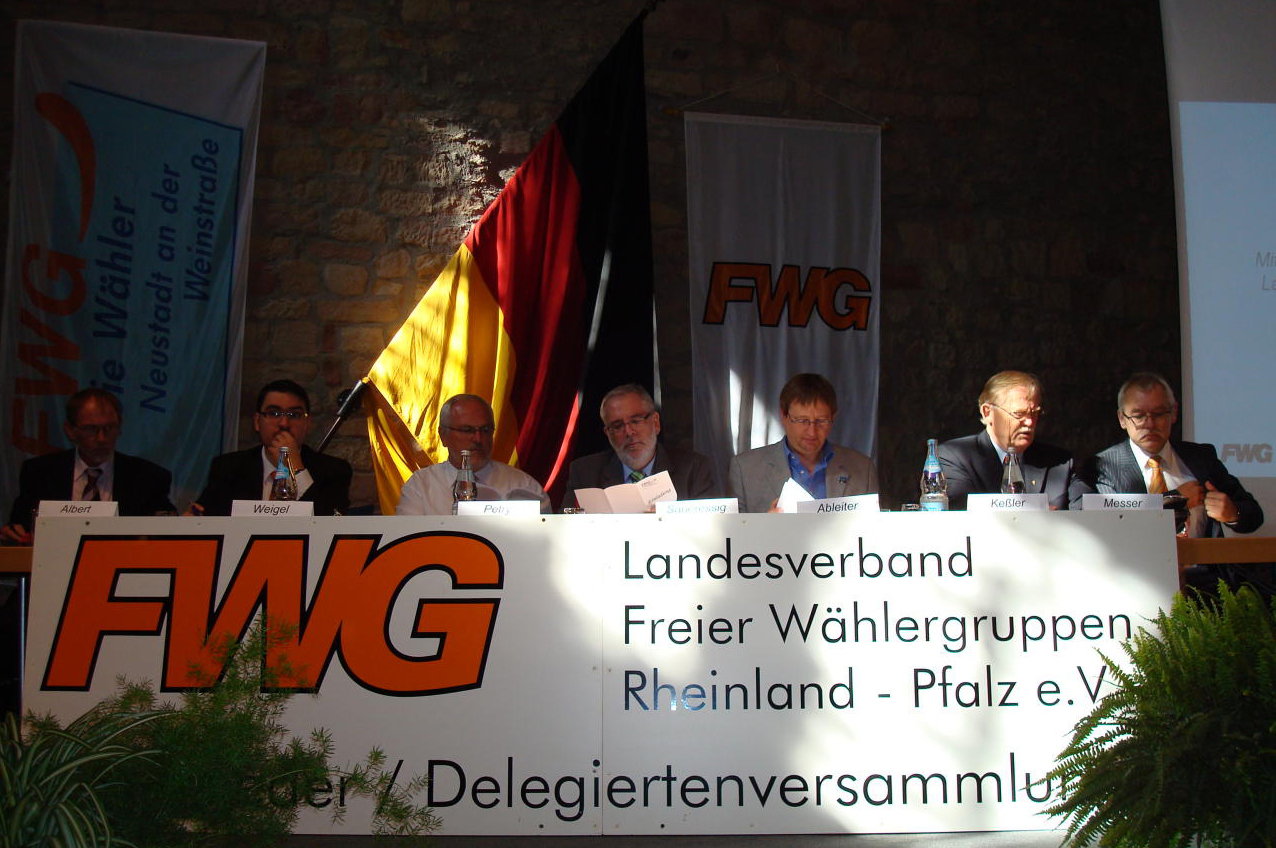
Delegiertenversammlung der FWG Rheinland-Pfalz am 15. September 2007, Hambacher Schloss, Blick aufs Podium

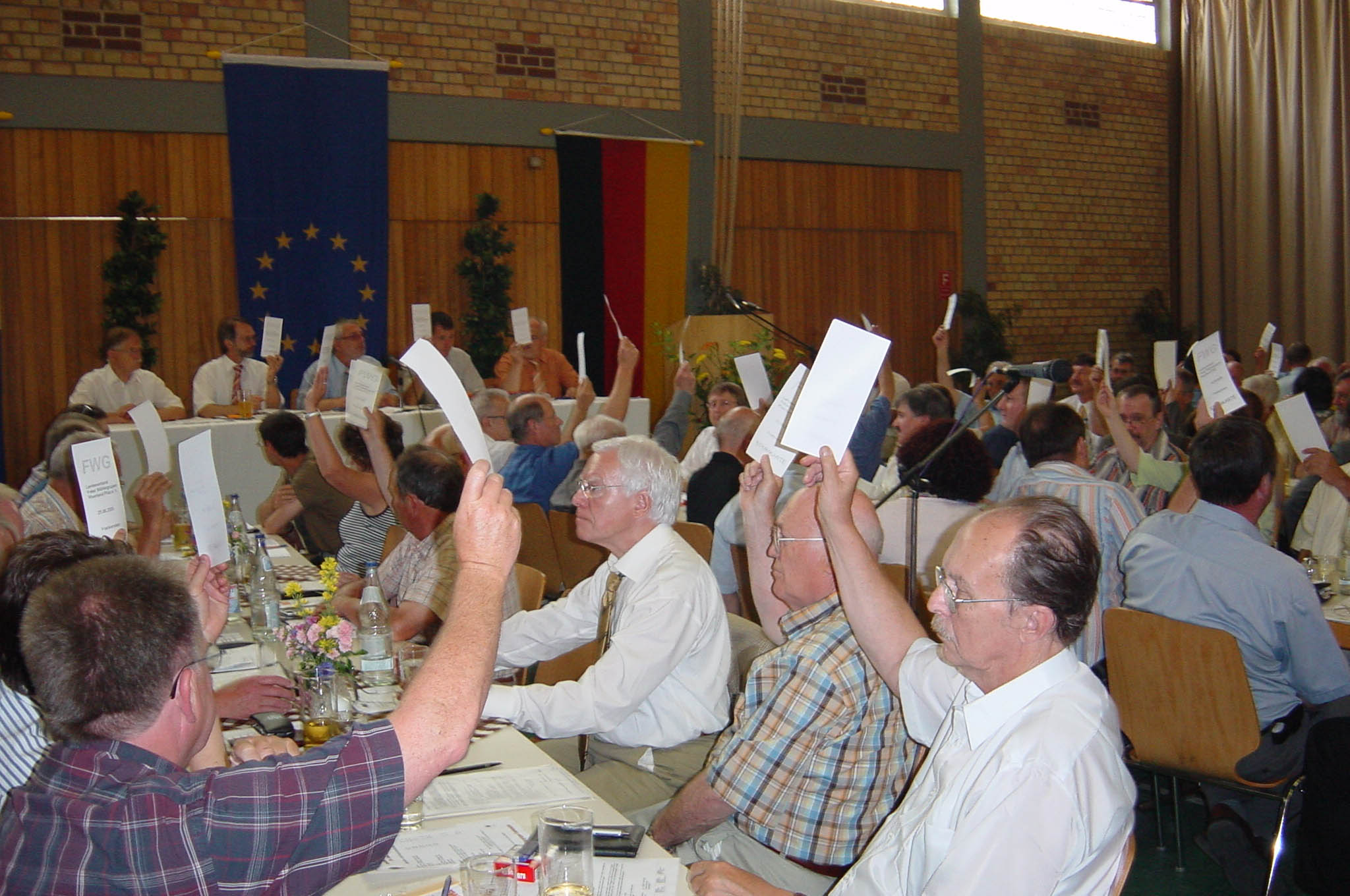
Mitglieder- und Delegiertenversammlung der FWG Rheinland-Pfalz am 25. Juni 2005

Um gegen die nach ihrer Einschätzung vom Land ausgehende Bürokratisierung und zunehmend schlechtere Finanzausstattung der Kommunen wirksam werden zu können, änderte die FWG in den Achtzigerjahren ihre Satzung. Als „mitgliedschaftlich organisierte Wählergruppe“ nahm sie Einzelmitglieder auf und konnte so auch an Landtagswahlen teilnehmen. 1987 trat die FWG erstmals an und erreichte 1,5 %. Mit Forderungen nach einer Stärkung der kommunalen Selbstverwaltung, insbesondere des Konnexitätsprinzips und mehr direkter Demokratie erreichte die FWG 2001 2,5 %. Bei der Landtagswahl 2006 wurden 1,6 % erreicht.
Am 8. Mai 2010 wurde die FWG Rheinland-Pfalz zurück in einen reinen Dachverband von Wählergruppen umgewandelt. Zur künftigen Teilnahme an Landtagswahlen und sonstigen übergeordneten Wahlen wurde aus dem Verband heraus ein Landesverband Freie Wähler Rheinland-Pfalz der Bundesvereinigung Freie Wähler gegründet. Dieser wird laut Satzung von der FWG unterstützt.